# 大黒食品工業
大黒食品工業株式会社（だいこくしょくひんこうぎょう、Daikoku Foods Co.,ltd.）は、群馬県佐波郡玉村町に本社を置く、即席麺（カップ麺、袋麺）の製造・販売を行うメーカーである。
社団法人　日本即席食品工業協会の会員企業。

## 概要
- 多様な消費者ニーズに合わせて「マイフレンド」「DAIKOKU」「大黒軒」「大黒」「AKAGI」「大黒」の6ブランドを中心に商品展開している。
- カップラーメンの他、カップ焼きそば、袋麺、夏季限定の冷し麺、冬季限定の餅入りの商品など、どんぶりカップから角カップ・縦カップ・袋麺まで多彩なラインナップを揃えている。
- 主要な3つのブランドイメージは次のようになっている。
  - 「マイフレンド」は、大盛りを好む年代に向けたブランド。
  - 「大黒」は、落ち着いた味の定番食を好む年代に向けたブランド。
  - 「AKAGI」は、昔ながらの懐かしい中華そばにこだわった定番ブランド。
- 「マイフレンド」ブランドの商品は、スーパー、ドラッグストア、ディスカウントストア、100円ショップや業務スーパーなどの多くの店頭に置かれる事が多い。
- プライベートブランド向けの商品開発も行う[1]。

## 事業所
- 本社工場（群馬県佐波郡玉村町藤川128）
- 営業所（仙台・東京・名古屋・大阪）

## 沿革
- 1959年4月 - 竹村弘が群馬県佐波郡玉村町において竹村製麺所を創業。乾麺を製造・販売
- 1961年9月 - 大黒食品工業株式会社を設立。竹村弘が代表取締役社長に就任
- 1962年12月 - 即席袋麺製造工場を竣工
- 1967年8月 - 即席袋麺「多楽福めん」（業界初の大盛り即席袋麺）発売
- 1976年3月 - カップ麺「風雷大盛りざるそば」発売
- 1978年8月 - ミニカップ麺「おやつヌードル」発売
- 1980年9月 - カップ麺「力うどん」（クリーンパック製法による餅入りうどん）発売
- 1983年5月 - 大盛りカップシリーズ（しょうゆ味、みそ味）発売
- 2000年7月 - カップ麺「ビックわかめしょうゆラーメン」発売
- 2005年8月 - 新工場竣工。カップ麺・袋麺ラインを新設
- 2011年
  - 7月 - 竹村弘、代表取締役社長を退任。竹村修が代表取締役社長に就任	　
  - 12月 - ISO9001：2015認証取得
- 2020年10月 - FSSC22000：認証取得

## 主な商品　2022.01.01現在

### カップ麺

#### 「マイフレンド」ブランド
- ビックシリーズ
  - ビック わかめしょうゆらーめん
  - ビック ごまみそらーめん
  - ビック キャベツタンメン
  - ビック ねぎ塩とんこつらーめん
  - ビック たぬきうどん
  - ビック たぬきそば
  - ビック チゲカラらーめん
  - ビック ちゃんぽん
  - ビック カレーうどん
  - ビック 担々麺
  - ビック スタミナらーめん
  - ビック ソースやきそば
- あっさりシリーズ
  - あっさり　鶏ガラ醤油ラーメン
  - あっさり　合わせ味噌ラーメン
  - あっさり　白湯豚骨ラーメン

#### 「daikoku」ブランド
- バラィテイシリーズ
  - うま辛麻辣麺　大盛り
  - 酸辣湯麺（スーラータンメン）　大盛り
  - 濃厚カレーラーメン　大盛り

#### 「大黒軒」ブランド
- 大黒軒シリーズ
  - 大黒軒 ソースやきそば

#### 「大黒」ブランド
- 縦カップ ヌードルシリーズ
  - 大黒 醤油ヌードル[2]
  - 大黒 味噌ヌードル[3]
  - 大黒 海鮮しおヌードル[4]
  - 大黒 きつねうどん[5]
  - 大黒 たぬきそば

#### 「AKAGI」ブランド
- AKAGI シリーズ
- AKAGI 中華そば
- AKAGI 塩中華そば
- AKAGI 煮干し中華そば

#### 「大黒」ブランド
- 大黒シリーズ
  - 大黒 冷し中華
  - 大黒 冷したぬきうどん
  - 大黒 冷したぬきそば
  - 大黒 冷し中華ごまだれ
  - 大黒 杵もちラーメン（越後製菓製の餅入り。冬季限定）
  - 大黒 力うどん（越後製菓製の餅入り。冬季限定）

### 袋　麺

#### 「大黒軒」ブランド
- 「大黒軒」シリーズ
  - 大黒軒 醤油ラーメン5食入り
  - 大黒軒 味噌ラーメン5食入り
  - 大黒軒 塩ラーメン5食入り
  - 大黒軒 細麺 豚骨ラーメン5食入り

#### 「AKAGI」ブランド
- 「AKAGI」シリーズ
  - AKAGI 醤油ラーメン5食入り
  - AKAGI 味噌ラーメン5食入り
  - AKAGI 塩ラーメン5食入り
- お徳用ミニラーメン２０食入り（味付）

## 販売終了又は販売休止の商品
| 【2021年 R03年】 |       |                      |           |
| DAIKOKU          | 00318 | 牛骨白湯ラーメン     | R03/11/30 |
| DAIKOKU          | 00323 | 濃厚鶏タンメン       | R03/11/30 |
| 大黒             | 00363 | 冷し中華ごまだれ     | R03/11/30 |
| 大黒             | 00458 | 大黒軒ソースやきそば | R03/11/30 |
| マイフレンド     | 00459 | Ｂピリ辛みそらーめん | R03/11/30 |
| AKAGI            | 00630 | 縦型赤中華そば       | R03/11/30 |
| マイフレンド     | 00204 | Bわかめ(20%増)       | R03/09/30 |
| マイフレンド     | 00205 | Bごまみそ(20%増)     | R03/09/30 |
| マイフレンド     | 00206 | Bｷｬﾍﾞﾂ(20%増)        | R03/09/30 |
| DAIKOKU          | 00321 | 酸辣湯麺(ｽｰﾗｰﾀﾝﾒﾝ)   | R03/04/30 |
| DAIKOKU          | 00322 | 豚骨醤油ラーメン     | R03/04/30 |
| マイフレンド     | 00455 | Ｂわかめピリ辛チゲ   | R03/04/30 |
|                  |       |                      |           |
|                  |       |                      |           |
| 【2020年 R02年】 |       |                      |           |
| マイフレンド     | 00452 | Ｂたぬきうどん       | R02/12/31 |
| マイフレンド     | 00453 | Ｂたぬきそば         | R02/12/31 |
| 大黒             | 00361 | 冷したぬきうどん     | R02/11/30 |
| 大黒             | 00362 | 冷したぬきそば       | R02/11/30 |
| DAIKOKU          | 00359 | 麻辣まぜそば         | R02/10/30 |
| マイフレンド     | 00503 | 鶏だし塩ラーメン     | R02/09/30 |
| 大黒軒           | 00441 | 大黒軒きつねうどん   | R02/07/31 |
| 大黒軒           | 00442 | 大黒軒天ぷらそば     | R02/07/31 |
|                  | 00904 | 太郎くん             | R02/07/31 |
| 大黒             | 00620 | ぐんましょうゆ味     | R02/06/02 |
| DAIKOKU          | 00315 | 酸辣湯麺(ｽｰﾗｰﾀﾝﾒﾝ)   | R02/05/31 |
| 大黒軒           | 00454 | 大黒軒ぐんまソース   | R02/05/31 |
| 大黒             | 00621 | ぐんまうどんこんぶ   | R02/05/31 |
| 大黒             | 00255 | 太麺系札幌みそ       | R02/04/30 |
| 大黒             | 00256 | 太麺系京都鶏白湯     | R02/04/30 |
| マイフレンド     | 00447 | Ｂｿｰｽ(からしﾏﾖ付)    | R02/04/30 |
|                  |       |                      |           |
|                  |       |                      |           |
| 【2019年 R01年】 |       |                      |           |
| 大黒             | 00312 | 大黒杵もちらーめん   | R01/12/31 |
| 大黒             | 00313 | 大黒力うどん         | R01/12/31 |
| 大黒             | 00355 | 冷したぬきうどん     | R01/12/31 |
| 大黒             | 00356 | 冷したぬきそば       | R01/12/31 |
| 大黒             | 00357 | 冷し中華ごまだれ     | R01/12/31 |
| 大黒             | 00358 | 冷し中華醤油だれ     | R01/12/31 |
| 大黒             | 00625 | 縦型激辛味噌ﾗｰﾒﾝ     | R01/12/31 |
| 大黒             | 00629 | 縦型激辛ｶﾚｰﾗｰﾒﾝ      | R01/12/31 |
| 大黒             | 00254 | 太麺系横浜しょうゆ   | R01/09/30 |
| 大黒             | 00613 | 縦型しょうゆﾇｰﾄﾞﾙ    | R01/09/30 |
| マイフレンド     | 00201 | Ｂわかめ(20周年)     | R01/06/30 |
| マイフレンド     | 00202 | Ｂごまみそ(20周年)   | R01/06/30 |
| マイフレンド     | 00451 | Ｂちゃんぽん         | R01/06/30 |
| 大黒             | 00614 | 縦型みそﾇｰﾄﾞﾙ        | R01/06/30 |
| 大黒             | 00615 | 縦型海鮮しおﾇｰﾄﾞﾙ    | R01/06/30 |
| AKAGI            | 00710 | Ａ中華そば(45周年)   | R01/06/30 |
|                  |       |                      |           |

### カップ麺
ご当地太麺系シリーズ
- 大黒のご当地太麺系 横浜しょうゆ
- 大黒のご当地太麺系 札幌みそ
- 大黒のご当地太麺系 長崎ちゃんぽん

#### 「大黒」ブランド
- まる得シリーズ
  - 大黒 まる得 ソースやきそば（2012年終売）
  - 大黒 まる得 しょうゆらーめん（2012年終売）
  - 大黒 まる得 みそらーめん（2012年終売）

#### 「AKAGI」ブランド
- 中華そば みそ味（2013年終売）
- 中華そば 塩タンメン（2013年終売）
- 中華そば 担々麺味（2013年終売）

- ヌードルパフォーマンス

- ぐんまちゃんシリーズ
  - 大黒 ねぎラーメン（ぐんまちゃん）ピリ辛しょうゆ味
  - 大黒 ねぎラーメン（ぐんまちゃん）ピリ辛みそ味
  - ぐんまちゃんヌードル しょうゆ味
  - ぐんまちゃんうどん こんぶだし
  - 大黒ぐんまちゃんやきそば

- ヌードルシリーズ
  - マイフレンドヌードルしょうゆ味（2014年終売）
  - マイフレンドヌードルカレー風味(チキン味) （2014年終売）
- ビックシリーズ
  - ビック ピリ辛塩やきそば（2013年終売）
- 上州ラーメンシリーズ
  - 上州らーめん しょうゆ味（2013年終売）
  - 上州ラーメン みそ味（2013年終売）
  - 上州ラーメン しお味（2013年終売）

### 袋麺

#### 「大黒」ブランド
- 大黒シリーズ
  - 大黒 細麺醤油味5袋入り（2014年終売）
  - 大黒 細麺塩味5袋入り（2014年終売）
- 「AKAGI」シリーズ
  - AKAGI 豚骨ラーメン5食入り（2021年終売）

- ミニラーメン太郎君４食入り（2020年終売）